# Cotoner arbori
El cotoner arbori, (Gossypium arboreum), és una espècie de cotoner natiu de l'Índia. el Pakistan i altres regions tropicals i subtropicals del Vell Món. Hi ha evidència del seu conreu des de com a mínim 2000 aC a la civilització Harappa de la vall del riu Indus. Aquesta espècie de cotoner va ser introduïda a l'Àfrica oriental fa uns 2000 anys i es cultivava en la civilització Mèroe de Núbia, els primers conreadors de cotó de l'Àfrica.

## Descripció
El cotoner arbori fa d'un a dos metres d'alt. Les seves branques estan cobertes de pubescència (pèl fi) i són de color porpra. Les fulles són de forma ovada a orbiculars amb de 5 a 7 lòbuls similars a una fulla d'auró.
La corol·la és de color groc pàl·lid de vegades amb un centre porpra i de vegades completament porpres, fa de 3 a 4 cm de llargada. El fruit és una càpsula ovoide o oblonga glabra d'1,5 a 2,5 cm de diàmetre.